# Quốc huy Estonia
Quốc huy Cộng hòa Estonia là hình một chiếc khiên bằng vàng với ba con sư tử màu lam ở trung tâm. Hai bên chiếc khiên có hai cành cây sồi dài uốn cong. Mẫu quốc huy này bắt nguồn từ quốc huy của Đan Mạch, khi Đan Mạch cai trị miền bắc Estonia vào thế kỷ 13.
Ngày 19 tháng 6 năm 1925, chính phủ Estonia chính thức công nhận mẫu quốc huy này làm quốc huy chính thức của quốc gia. Mẫu quốc huy này bị hủy bỏ khi Estonia bị Liên Xô xâm chiếm và bị thay thế bằng quốc huy của nước Cộng hòa Xã hội chủ nghĩa Xô viết Estonia. Sau khi Liên Xô sụp đổ, mẫu quốc huy này lại được tái sử dụng.

## Các quốc huy khác trong lịch sử

Liên hiệp Công quốc Baltic (1918)
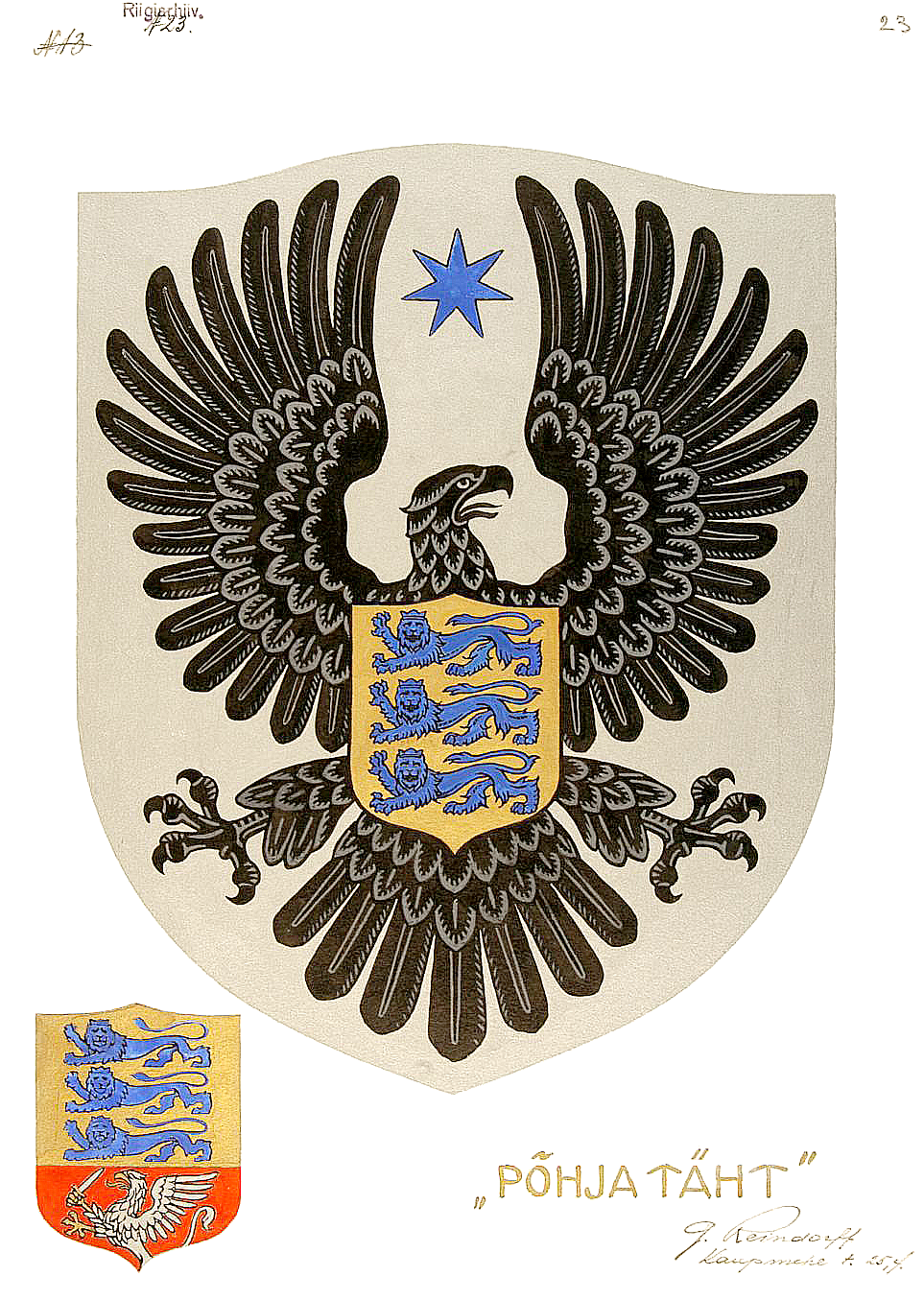
Đệ nhất Cộng hòa Estonia (1922)
Đệ nhất Cộng hòa Estonia (1925-1940)
Cộng hòa Xã hội chủ nghĩa Xô viết Estonia (1940-1990)
Lá chắn Tallinn